# Jan Helgstrand
Jan Gustav Helgstrand, född 22 maj 1930 i Lerbäcks församling, Örebro län, död 13 januari 2022, var en svensk arkitekt.
Helgstrand, som var son till kontraktsprost Gustaf Helgstrand och Valborg Wallin, avlade studentexamen i Stockholm 1950 och utexaminerades från Chalmers tekniska högskola 1958. Han anställdes på Erik Ragndals och Johan Tuverts arkitektkontor i Göteborg 1956, på White Arkitektkontor AB i Örebro 1959 och på länsarkitektkontoret där 1962. Han har bland annat ritat ålderdomshemmet i Glanshammar. Han har även renoverat kyrkorna i Edsberg (1974) och Lerbäck (1976).